# Graça Samo
Graça Samo (Mozambique, 1968) es una activista mozambiqueña por los derechos de las mujeres. El objetivo central de su trabajo es la violencia contra las mujeres, poniendo el énfasis sobre las cuestiones socioeconómicas y expresamente en la pobreza. 

## Trayectoria
Samo nació en Mozambique en 1968 y vive en Maputo. Estudió Administración de Empresas en Mozambique y después se trasladó a Brasil para estudiar Género y Desarrollo. Hizo un postgrado en Administración de Empresas y un Máster en Educación para la Sostenibilidad y obtuvo un segundo diploma en Desarrollo regional y Estudios de género.
Samo ha trabajado en varios países, entre ellos Angola, Brasil y Mozambique. Entre 2004 y 2009, fue profesora del Departamento de Gestión, Ciencia y Tecnología del Politécnico de Mozambique.

## Activismo
Samo inició su recorrido como activista en la década de los 80 en el área humanitaria, en Angola, Mozambique y Brasil.
Entre 2004 y 2014, fue directora ejecutiva del Forum Mujer, una red de organizaciones y asociaciones de mujeres, instituciones y donantes que trabajan por los derechos de las mujeres y la igualdad de género en Mozambique. Fue responsable de la creación de una ley contra la violencia doméstica aprobada por el parlamento mozambiqueño y tomó parte en la redacción del nuevo código penal mozambiqueño, participando en sus cambios.
En 2009, fue seleccionada por el Proyecto de Cooperación Técnica entre la CPLP y la FAO para asesorar al Comité Nacional de Mozambique en la elaboración del Cuadro de Demandas y Propuestas del país, con vistas al desarrollo de un Programa Regional de Cooperación entre los países de la CPLP por la lucha contra la desertización y la sostenibilidad del planeta.
En 2013 fue nombrada coordinadora del Secretariado Internacional de la Marcha Mundial de las Mujeres (MMM), un movimiento global de solidaridad para la erradicación de la pobreza y de la violencia contra las mujeres. Como coordinadora de la MMM desarrolló las siguientes actividades:
- En 2017 participó en el encuentro anual del Comité Coordinador Mozambique - Alemania (KKM) en el cual habló sobre el Matrimonio infantil.[15]
- En 2019 participó en el Seminario Internacional Resistencia y Construcción de Movimiento: confrontando el neoliberalismo desde la economía feminista y el bien común, organizado por la Marcha Mundial de las Mujeres, el cual tuvo como tema central:   Enfrentamientos al capitalismo racista y patriarcal: visiones y estrategias de disputa para cambiar el modelo de reproducción y consumo.[16]
- En 2020 formó parte del comité de organización de la Conferencia Mundial de las Mujeres.[17]
- También en 2020 participó en el debate sobre "Poblaciones y desarrollo", con el tema “Población negra y la COVID-19”, organizado por el Fondo de Población de las Naciones Unidas (UNFPA) y por la Asociación Brasileña de Estudios Poblacionales (ABEP).[6][18][19][20][21]
- Además, como coordinadora de la MMM en Mozambique, forma parte del movimiento feminista de los países PALOP.[14]

Es parte del Consejo Consultor de la Sociedad Civil de la ONU, del Consejo Nacional para el Progreso de la Mujer y del Cuerpo Docente  de la Universidad Politécnica de Mozambique en el departamento de Gestión, Ciencia y Tecnología.

## Obra
En 2006 publicó un estudio sobre crecimiento económico en Mozambique para el Departamento Internacional de Desarrollo.
En 2007 fue una de las autoras del documento sobre violencia contra las mujeres de Mozambique para UNIFEM (Fondo de Desarrollo para las Mujeres de las Naciones Unidas).